# Tachina spinipennis
Tachina spinipennis là một loài ruồi trong họ Tachinidae.